# مورلي سوندرز
مورلي سوندرز (بالإنجليزية: Morley Saunders)‏ هو سياسي أيرلندي، ولد في 1675، وتوفي في 1737.